# Бетпу
Бетпу (фр. Betpouy) насеље је и општина у јужној Француској у региону Миди Пирене, у департману Горњи Пиринеји која припада префектури Тарб.
По подацима из 2011. године у општини је живело 78 становника, а густина насељености је износила 18,8 становника/km². Општина се простире на површини од 4,15 km². Налази се на средњој надморској висини од 360 метара (максималној 456 m, а минималној 287 m).

## Демографија
| 1962. | 1968. | 1975. | 1982. | 1990. | 1999. | 2011. |
| ----- | ----- | ----- | ----- | ----- | ----- | ----- |
| 52    | 69    | 65    | 68    | 81    | 72    | 78    |

График промене броја становника у току последњих година